# Z 34
Der Zerstörer Z 34 wurde im Zweiten Weltkrieg als Typ 1936A (mob) der deutschen Kriegsmarine gebaut. Das Schiff wurde am 26. März 1946 in der Nordsee versenkt.

## Geschichte

### Bau
Die Kiellegung des Schiffes erfolgte am 15. Januar 1941 auf der Deschimag-Werft AG Weser in Bremen und der Stapellauf am 5. Mai 1942.

### Einsatzgeschichte
Nach der Indienststellung unter Korvettenkapitän Karl Hetz am 5. Juni 1943 wurde Z 34 am gleichen Tage der 4. Zerstörerflottille zugeteilt. Nach der Ausbildung der Besatzung und Restarbeiten in der Bauwerft verlegte der Zerstörer Anfang November 1943 von der Ostsee nach Nordnorwegen und stieß dort am 7. November 1943 zur 4. Zerstörerflottille, die dort der 1. Kampfgruppe mit den Schlachtschiffen Scharnhorst und Tirpitz zugeteilt war.
Der Zerstörer war bei seinem Aufenthalt in Nordnorwegen an keinen größeren Gefechten beteiligt. Er war zwar beim Unternehmen Ostfront dabei, dem vergeblichen Angriff einer deutschen Kriegsschiffgruppe auf den Nordmeergeleitzug JW 55B, hatte aber dabei keine Feindberührung.
Am 25. Januar 1945 erhielt die 4. Zerstörerflottille den Verlegungsbefehl in die Ostsee. Beim Rückmarsch in die Ostsee im Verband der Flottille mit den Zerstörern Z 31 und Z 38 kam es am 28. Januar in norwegischen Gewässern zum Gefecht mit den britischen Kreuzern Diadem und Mauritius, wobei Z 34 auch Torpedoangriffe auf die Briten fuhr. Bei der ruhigen See konnten die Zerstörer ihre Höchstgeschwindigkeit erreichen, liefen den britischen Kreuzern davon und gelangten in den Schutz von Küstenbatterien. Als diese das Feuer eröffneten, brachen Diadem und Mauritius die Verfolgung ab und kehrten nach Scapa Flow zurück. Die deutschen Zerstörer liefen durch die Küstengewässer nach Bergen, von wo Z 34 und Z 38 am Abend erneut in See gingen und trotz britischer Luftangriffe über Stavanger am 1. Februar Kiel erreichten.
Am 5. Februar 1945 wurde Z 34 der 2. Kampfgruppe zugeteilt, die in der Ostsee stationiert war. Mitte Februar war das Kriegsschiff in Gotenhafen eingedockt für kleinere Reparaturarbeiten und der Verstärkung der Flakbewaffnung. Ab 16. Februar fuhr Z 34 Geleitsicherung für Versorgungsschiffe der Ostfront und Flüchtlingstransporte aus dem Osten nach Westen. Ab dem 9. März war der Zerstörer an Landzielbeschießungen gegen vorrückende sowjetische Truppen beteiligt, transportierte selbst Soldaten, Verwundete und Flüchtlinge nach Westen (bis zu 1500 Menschen pro Fahrt), fuhr Sicherung für eigene kleine und große Kriegsschiffe, von Frachtern, Lazarettschiffen und Flüchtlingstransporten und wehrte dabei feindliche Luftangriffe ab, wobei es am 15. und 16. April durch Bombensplitter und der Explosion eigener Flakmunition zu acht Toten und 16 Verletzten unter der Besatzung kam.
Bereits am 15. April um 23.10 Uhr war Z 34 von einem Torpedo getroffen worden, der die halbe Maschinenanlage außer Betrieb setzte. Unter Schlepphilfe fuhr der Zerstörer dann Swinemünde an. Am 17. April wurde befohlen, dass aus der Besatzung von Z 34 eine Kompanie für den Infanteriekampf zu bilden sei, die am 21. April an die Front abmarschierte. Die restlichen Besatzungsmitglieder halfen den in Swinemünde im Dock liegenden Zerstörer mit dortigen Werftarbeitern wieder fahrbereit zu machen. Mit der um Besatzungsmitglieder des Schweren Kreuzers Lützow aufgefüllten Besatzung lief der Zerstörer am Tage der Räumung von Swinemünde am 5. Mai 1945 mit dem Stab des Kommandierenden Admirals Westliche Ostsee als letztes deutsches Kriegsschiff nach Westen ab. Dabei konnten alle sowjetischen Luftangriffe erfolgreich abgewehrt werden.
Am späten Abend des 10. Mai 1945 lief  Z 34 in das britisch besetzte Kiel ein. Der Kommandant des Zerstörers berichtete, dass „wir unter skandalösen Umständen von völlig undisziplinierten Soldaten und – leider – auch Offizieren der Royal Navy unseres persönlichen Eigentums beraubt und wie Verbrecher von Bord gejagt wurden.“

### Ende
Z 34 blieb noch einige Zeit in Kiel liegen und wurde dann als Kriegsbeute nach Wilhelmshaven verlegt, aber von der Tripartite Naval Commission wegen des erlittenen Torpedotreffers nicht mehr zur Verteilung an die Siegermächte vorgesehen und ausgeschlachtet für andere deutsche Zerstörer, die als Kriegsbeute an Frankreich, England, die UdSSR und die USA ausgeliefert wurden. Z 34 wurde von den Briten am 26. März 1946 in der mittleren Nordsee mit zu entsorgender Munition beladen auf tiefem Wasser versenkt.